# كيثنس
كيثنس (بالإنجليزية: Caithness)‏ منطقة تقع إدارياً ضمن هايلاند في المملكة المتحدة. وتبلغ مساحتها 618 (كم²). تحدها إداريا ساذرلاند ‏.

## أعلام
- برايان بلامر
- جيمس سنكلير سميث
- جورج دوق كينت